# Caripito
Caripito – miasto w Wenezueli w stanie Monagas.  W 2011 roku liczyło 54 777 mieszkańców., zostało założone w 1878 roku.
Miasto znajduje się w obszarze klimatu tropikalnego. W większości miesięcy roku jest przewaga opadów deszczu. Krótki okres susz ma niewielki wpływ. Średnia roczna temperatura w mieście Caripito wynosi 26,6 °C. Opady wahają się w granicach 1896 mm rocznie.
W miejscowości znajduje się monument Jezusa Nazaretańskiego wybudowany w 2005 roku o wysokości 20 m.